# Home bias
Home bias − na rynku finansowym tendencja do nadmiernego inwestowania w krajowe aktywa kosztem inwestycji w akcje spółek zagranicznych.
Zjawisko to należy do bardziej obszernego fenomenu zwanego familiarity bias. Drugim zjawiskiem poprzez które ukazuje się familiarity bias jest local bias.

## Charakterystyka
Efekt home bias powoduje słabą dywersyfikację portfela inwestycyjnego, co skutkuje mniejszym potencjałem do osiągnięcia zysków i większym ryzykiem poniesienia strat z inwestycji.
Familiarity bias manifestuje się skłonnością do inwestowania w aktywa dobrze znane osobie kupującej i awersją do nabywania akcji spółek nieznanych lub znajdujących się na rynkach, na temat których inwestor posiada mało wiedzy. Familiarity bias ukazuje się pod postacią dwóch zjawisk: local bias i home bias.
Local bias objawia się u inwestorów poprzez nabywanie akcji spółek, z którymi mają oni bezpośrednią styczność. Zjawisko to jest zauważalne, gdy osoba kupuje aktywa należące do przedsiębiorstwa w którym pracuje, jest jego klientem lub znajduje się blisko jego miejsca zamieszkania. Efekt ten jest szczególnie niebezpieczny wśród osób, u których tego rodzaju inwestycje są jedynymi składowymi portfela inwestycyjnego, ponieważ w przypadku problemów finansowych lub bankructwa danego przedsiębiorstwa inwestor może stracić wszystkie zainwestowane pieniądze.

## Przyczyny powstawania efektu
Kenneth French i James M. Poterba (1991), którzy jako pierwsi udokumentowali efekt home bias, analizując zachowanie inwestorów ze: Stanów Zjednoczonych, Japonii, Wielkiej Brytanii, Francji, Niemiec i Kanady, starali się wyjaśnić dlaczego ich portfele inwestycyjne w ponad 80% zawierają jedynie akcje spółek krajowych. Opierając się na podstawowym założeniu hipotezy rynku efektywnego jakim jest racjonalność inwestorów, badacze założyli, że inwestorzy unikają takich inwestycji, ponieważ łączą się one z wysokimi kosztami, które znacznie obniżają zyski z zakupu aktywów spółek zagranicznych. W tym zakresie przeanalizowali oni trzy czynniki instytucjonalne jakimi były:
- bariery instytucjonalne
- podatek dochodowy od zagranicznych inwestycji
- koszty transakcyjne

Czynniki te zostały jednak wykluczone, ponieważ w analizowanych krajach; przepływ kapitału między krajami jest swobodny, podatki dochodowe od inwestycji zagranicznych są porównywalne do tych krajowych, a koszty transakcyjne są zależne od płynności poszczególnych rynków, a nie od nabywania aktywów zagranicznych.
Przyczyny, które w rzeczywistości powodują efekt home bias należy upatrywać w czynnikach ewolucyjnych i behawioralnych. Preferowanie tego co znane i sprawdzone znacznie zwiększało szanse przeżycia. W czasach istnienia giełd papierów wartościowych inwestorzy wciąż nie zachowują się racjonalnie (patrz: finanse behawioralne), a podejmowanie decyzji inwestycyjnych opiera się na emocjach. To skutkuje mentalnym dodawaniem „dodatkowego” ryzyka inwestycjom zagranicznym na skutek braku wiedzy w zakresie pozakrajowych inwestycji.

## Zasięg zjawiska
Hisham Foad (2010) na podstawie badań Międzynarodowego Funduszu Walutowego „Coordinated Portfolio Investment” z 2005 roku przeanalizował 28 krajów reprezentujących 90% światowego rynku. Analiza pokazała, że inwestorzy ze wszystkich krajów (oprócz Norwegii i Irlandii) posiadają w swoich portfelach inwestycyjnych w większości akcje spółek krajowych. Negatywne skutki tak niskiej dywersyfikacji pokazał on poprzez symulację jakiego rodzaju portfel byłby najbardziej efektywny dla danego inwestora. Przykładowo, dla Stanów Zjednoczonych gdzie średnio portfel amerykańskiego inwestora zawiera 87,2% spółek krajowych i 12,8% spółek zagranicznych, najbardziej efektywny portfel powinien składać się z 40% akcji spółek z USA i 60% aktywów zagranicznych.

## Skutki ulegania efektowi
Głównym skutkiem efektu home bias jest niska dywersyfikacja ryzyka inwestycyjnego, co zwiększa zagrożenie poniesienia strat z inwestycji, a także zmniejsza prawdopodobieństwo osiągnięcia wysokich zysków.

## Sposoby ograniczenia efektu home bias
Sama świadomość istnienia zjawiska jest pierwszym krokiem do jego pokonania. Opór przed inwestowaniem jest trudno zmniejszyć, jednak można ograniczyć efekt home bias poprzez poszerzanie wiedzy w zakresie rynków zagranicznych. Innym sposobem jest również inwestowanie w fundusze inwestycyjne działające na skali międzynarodowej.